# Tyska F3-mästerskapet 2003
Tyska F3-mästerskapet 2003 var ett race som kördes över 16 heat och vanns av João Paulo de Oliveira.

## Delsegrare
| Bana         | Vinnare                | Vinnare                |
| ------------ | ---------------------- | ---------------------- |
| Oschersleben | Hannes Neuhauser       | Hannes Neuhauser       |
| Lausitzring  | João Paulo de Oliveira | João Paulo de Oliveira |
| Hockenheim   | João Paulo de Oliveira | João Paulo de Oliveira |
| Nürburgring  | João Paulo de Oliveira | João Paulo de Oliveira |
| Lausitzring  | João Paulo de Oliveira | João Paulo de Oliveira |
| A1-Ring      | João Paulo de Oliveira | João Paulo de Oliveira |
| A1-Ring      | Sven Barth             | João Paulo de Oliveira |
| Oschersleben | João Paulo de Oliveira | João Paulo de Oliveira |

## Slutställning
| Plats | Förare                 | Poäng |
| ----- | ---------------------- | ----- |
| 1     | João Paulo de Oliveira | 329   |
| 2     | Sven Barth             | 191   |
| 3     | Hannes Neuhauser       | 185   |
| 4     | Markus Mann            | 110   |
| 5     | Franz Schmöller        | 92    |
| 6     | Catharina Felser       | 82    |